# Епархия Энша
Епархия Энша (лат. Dioecesis Castelli Libertatis) — епархия Римско-Католической церкви с центром в городе Энш, Гаити. Епархия Энша входит в митрополию Кап-Аитьена. Кафедральным собором епархии Энша является церковь Непорочного Зачатия Пресвятой Девы Марии в городе Энш.

## История
20 апреля 1972 года Римский папа Павел VI издал буллу «Animorum Christifidelium», которой учредил епархию Энша, выделив её из архиепархии Кап-Аитьена и Гонаива. В этот же день епархия Энша вошла в митрополию Порт-о-Пренса.
7 апреля 1988 года епархия Энша вошла в митрополию Кап-Аитьена.
31 января 1991 года епархия Энша передала часть своей территории для образования новой епархии Фор-Либерте.

## Ординарии епархии
- епископ Jean-Baptiste Décoste (20.04.1972 — 20.05.1980);
- епископ Léonard Pétion Laroche (22.05.1982 — 30.06.1998);
- епископ Louis Kébreau S.D.B.[1] (30.06.1998 — 1.03.2008), назначен архиепископом Кап-Аитьена;
- епископ Simon Pierre Saint-Hillien C.S.C. (6.08.2009 — 22.07.2015, до смерти);
- епископ Désinord Jean (4.04.2016 — по настоящее время).